# Liste du patrimoine immobilier de la Mauricie
Cette liste recense les biens du patrimoine immobilier de la Mauricie inscrits au répertoire du patrimoine culturel du Québec. Cette liste est divisées par municipalité régionale de comté géographique.

## La Tuque
| Bien patrimonial                | Illustration               | Municipalité  | Adresse                    | Coordonnées                         | No     | Constr.     | Catégorie                   | Rec. | Notes |
| ------------------------------- | -------------------------- | ------------- | -------------------------- | ----------------------------------- | ------ | ----------- | --------------------------- | ---- | ----- |
| Pont Ducharme                   | La Bostonnais              | La Bostonnais | Rue de l'Église            | 47° 31′ 12″ nord, 72° 40′ 52″ ouest | 96998  | 1946        | Immeuble patrimonial classé | 2006 |       |
| Caserne de Parent               | Image manquante Téléverser | La Tuque      | 2, rue de l'Hôtel-de-Ville | 47° 55′ 12″ nord, 74° 36′ 46″ ouest | 168129 | 1947        | Immeuble patrimonial cité   | 2010 |       |
| Domaine Van Bruyssel            | Image manquante Téléverser | La Tuque      |                            | 47° 56′ 26″ nord, 72° 09′ 10″ ouest | 168132 | 1905 (vers) | Immeuble patrimonial cité   | 2010 |       |
| Édifice du Brown Community Club | La Tuque                   | La Tuque      | 29, rue Beckler            | 47° 26′ 32″ nord, 72° 47′ 20″ ouest | 93000  | 1921        | Immeuble patrimonial cité   | 1988 |       |
| Église de Saint-Zéphirin        | La Tuque                   | La Tuque      | 308, rue Saint-Joseph      | 47° 26′ 28″ nord, 72° 47′ 04″ ouest | 156585 | 1930-1931   | Immeuble patrimonial cité   | 2010 |       |

## Les Chenaux
| Bien patrimonial                                                          | Illustration                 | Municipalité                 | Adresse                       | Coordonnées                         | No     | Constr.              | Catégorie                                             | Rec.      | Notes |
| ------------------------------------------------------------------------- | ---------------------------- | ---------------------------- | ----------------------------- | ----------------------------------- | ------ | -------------------- | ----------------------------------------------------- | --------- | ----- |
| Bâtisse du quai municipal                                                 | Batiscan                     | Batiscan                     | 1000, rue Principale          | 46° 30′ 01″ nord, 72° 14′ 47″ ouest | 182734 | 1916                 | Immeuble patrimonial cité                             | 2011      |       |
| Calvaire Lacoursière                                                      | Batiscan                     | Batiscan                     | Rang Nord                     | 46° 31′ 26″ nord, 72° 14′ 42″ ouest | 93289  | 1905                 | Immeuble patrimonial cité                             | 2000      |       |
| Site patrimonial de l'Église-Saint-François-Xavier-de-Batiscan            | Batiscan                     | Batiscan                     |                               | 46° 29′ 44″ nord, 72° 15′ 07″ ouest | 231523 |                      | Site patrimonial cité                                 | 2020      |       |
| Site patrimonial du Vieux-Presbytère-de-Batiscan                          | Batiscan                     | Batiscan                     | 340, rue Principale           | 46° 28′ 56″ nord, 72° 15′ 30″ ouest | 92708  | 1816                 | Site patrimonial classé                               | 1984      |       |
| Église de Notre-Dame-de-la-Visitation                                     | Champlain                    | Champlain                    | Rue Notre-Dame                | 46° 26′ 30″ nord, 72° 20′ 34″ ouest | 92985  | 1879                 | Immeuble patrimonial classé                           | 2001      |       |
| Résidence du Bon-Pasteur                                                  | Champlain                    | Champlain                    | 982, rue Notre-Dame           | 46° 26′ 27″ nord, 72° 20′ 32″ ouest | 93099  | 1883                 | Immeuble patrimonial cité                             | 1993      |       |
| Station d'essence                                                         | Champlain                    | Champlain                    | 975, rue Notre-Dame           | 46° 26′ 28″ nord, 72° 20′ 37″ ouest | 201343 |                      | Immeuble patrimonial cité                             | 2010      |       |
| Annexe de l'Ancienne-Centrale-Hydroélectrique-de-Saint-Narcisse           | Saint-Narcisse               | Saint-Narcisse               |                               | 46° 33′ 20″ nord, 72° 24′ 50″ ouest | 110509 | 1904                 | Immeuble patrimonial classé                           | 1963      | [ 2 ] |
| Maison Dupont                                                             | Saint-Narcisse               | Saint-Narcisse               | 351, rue Principale           | 46° 33′ 50″ nord, 72° 28′ 14″ ouest | 93487  | 1871                 | Immeuble patrimonial cité                             | 2004      |       |
| Site patrimonial de l'Ancienne-Centrale-Hydroélectrique-de-Saint-Narcisse | Saint-Narcisse               | Saint-Narcisse               |                               | 46° 33′ 20″ nord, 72° 24′ 45″ ouest | 92673  | 1897                 | Immeuble patrimonial classé                           | 1964 1963 |       |
| Calvaire du Bas de Sainte-Anne                                            | Sainte-Anne-de-la-Pérade     | Sainte-Anne-de-la-Pérade     | 1265, boulevard De Lanaudière | 46° 35′ 21″ nord, 72° 08′ 22″ ouest | 120334 | 1893                 | Immeuble patrimonial classé Immeuble patrimonial cité | 2021 2012 |       |
| Calvaire du Rapide Nord                                                   | Sainte-Anne-de-la-Pérade     | Sainte-Anne-de-la-Pérade     | 230, rang du Rapide Nord      | 46° 37′ 30″ nord, 72° 12′ 23″ ouest | 120313 | 1820                 | Immeuble patrimonial cité                             | 2012      |       |
| Domaine seigneurial Sainte-Anne                                           | Sainte-Anne-de-la-Pérade     | Sainte-Anne-de-la-Pérade     | 910, rue Sainte-Anne          | 46° 34′ 04″ nord, 72° 11′ 28″ ouest | 165795 | 1765                 | Site patrimonial cité                                 | 2010      |       |
| Maison Rivard-Dit-Lanouette                                               | Sainte-Anne-de-la-Pérade     | Sainte-Anne-de-la-Pérade     | 791, rue Sainte-Anne          | 46° 34′ 05″ nord, 72° 11′ 42″ ouest | 92518  | 1759 et 1771 (entre) | Immeuble patrimonial classé                           | 1988      |       |
| Statue de la Montée d'Enseigne                                            | Sainte-Anne-de-la-Pérade     | Sainte-Anne-de-la-Pérade     | 1265, boulevard De Lanaudière | 46° 34′ 52″ nord, 72° 12′ 45″ ouest | 190219 |                      | Immeuble patrimonial cité                             | 2012      |       |
| Calvaire de la Rivière-à-Veillet                                          | Sainte-Geneviève-de-Batiscan | Sainte-Geneviève-de-Batiscan | Rue Principale                | 46° 31′ 49″ nord, 72° 20′ 21″ ouest | 93299  | 1827                 | Immeuble patrimonial cité                             | 2002      |       |
| Site patrimonial du Parc-de-l'Église-de-Saint-Maurice                     | Saint-Maurice                | Saint-Maurice                | 2391-2431, rang Saint-Jean    | 46° 28′ 06″ nord, 72° 31′ 58″ ouest | 211511 |                      | Site patrimonial cité                                 | 2018      |       |

## Maskinongé
| Bien patrimonial                                    | Illustration          | Municipalité          | Adresse                          | Coordonnées                         | No     | Constr.              | Catégorie                                                | Rec.      | Notes |
| --------------------------------------------------- | --------------------- | --------------------- | -------------------------------- | ----------------------------------- | ------ | -------------------- | -------------------------------------------------------- | --------- | ----- |
| Maison Béland-Latourelle                            | Louiseville           | Louiseville           | 100, avenue Saint-Laurent        | 46° 15′ 22″ nord, 72° 56′ 33″ ouest | 180402 | 1925                 | Immeuble patrimonial cité                                | 2011      |       |
| Maison Joseph-Louis-Léandre-Hamelin                 | Louiseville           | Louiseville           | 11, avenue Saint-Laurent         | 46° 15′ 21″ nord, 72° 56′ 23″ ouest | 92970  | 1898                 | Immeuble patrimonial classé Immeuble patrimonial reconnu | 2012 1987 |       |
| Ancien presbytère de Saint-Joseph-de-Maskinongé     | Maskinongé            | Maskinongé            | 167, route du Pied-de-la-Côte    | 46° 14′ 07″ nord, 73° 02′ 42″ ouest | 92489  | 1811                 | Immeuble patrimonial classé                              | 1977      |       |
| Magasin général Le Brun                             | Maskinongé            | Maskinongé            | 192, route du Pied-de-la-Côte    | 46° 13′ 45″ nord, 73° 04′ 13″ ouest | 93447  |                      | Site patrimonial classé Site patrimonial reconnu         | 2012 1981 |       |
| Maison Doucet                                       | Maskinongé            | Maskinongé            | 184, route du Pied-de-la-Côte    | 46° 13′ 55″ nord, 73° 03′ 52″ ouest | 92488  | 1765 et 1794 (entre) | Immeuble patrimonial classé                              | 1978      |       |
| Site archéologique des Forges-Grondin               | Saint-Boniface        | Saint-Boniface        | Chemin du Lac-des-Îles           | 46° 30′ 11″ nord, 72° 52′ 11″ ouest | 92520  | 1878                 | Site patrimonial classé                                  | 1987      |       |
| Site du calvaire                                    | Saint-Élie-de-Caxton  | Saint-Élie-de-Caxton  | Avenue Principale                | 46° 29′ 32″ nord, 72° 57′ 26″ ouest | 156956 |                      | Site patrimonial cité                                    | 2011 2010 |       |
| Église de Saint-Léon-le-Grand                       | Saint-Léon-le-Grand   | Saint-Léon-le-Grand   | 701, rue de la Fabrique          | 46° 18′ 49″ nord, 72° 56′ 07″ ouest | 92805  | 1824                 | Immeuble patrimonial classé Immeuble patrimonial cité    | 2011 1999 |       |
| Presbytère de Saint-Léon-le-Grand                   | Saint-Léon-le-Grand   | Saint-Léon-le-Grand   | 10, rue de la Fabrique           | 46° 18′ 48″ nord, 72° 56′ 10″ ouest | 124773 | 1894                 | Immeuble patrimonial cité                                | 2009      |       |
| Pont couvert de Saint-Mathieu                       | Saint-Mathieu-du-Parc | Saint-Mathieu-du-Parc | Chemin de la Terrasse-des-Chutes | 46° 36′ 10″ nord, 72° 53′ 03″ ouest | 93435  | 1936                 | Immeuble patrimonial cité                                | 2001      |       |
| Église de Yamachiche                                | Yamachiche            | Yamachiche            | 530-570, rue Sainte-Anne         | 46° 16′ 54″ nord, 72° 49′ 50″ ouest | 156521 | 1957 à 1958          | Immeuble patrimonial cité                                | 2024      |       |
| L'Enfilade-de-Maisons-en-Brique-Rouge-de-Yamachiche | Yamachiche            | Yamachiche            |                                  | 46° 16′ 56″ nord, 72° 49′ 51″ ouest | 98269  | 1850 et 1900 (entre) | Site patrimonial classé                                  | 2008      |       |
| Maison Louis-Léon-Lesieur-Desaulniers               | Yamachiche            | Yamachiche            | 571–573, rue Sainte-Anne         | 46° 16′ 57″ nord, 72° 49′ 50″ ouest | 92512  | 1865 vers            | Immeuble patrimonial classé                              | 1990      | [ 3 ] |
| Maison Nérée-Beauchemin                             | Yamachiche            | Yamachiche            | 711, rue Sainte-Anne             | 46° 17′ 02″ nord, 72° 49′ 43″ ouest | 92526  | 1867                 | Immeuble patrimonial classé                              | 1978      |       |
| Presbytère de Yamachiche                            | Yamachiche            | Yamachiche            | 530-570, rue Sainte-Anne         | 46° 16′ 53″ nord, 72° 49′ 51″ ouest | 156522 |                      | Immeuble patrimonial cité                                | 2024      |       |

## Mékinac
| Bien patrimonial         | Illustration  | Municipalité  | Adresse             | Coordonnées                         | No     | Constr. | Catégorie                 | Rec. | Notes |
| ------------------------ | ------------- | ------------- | ------------------- | ----------------------------------- | ------ | ------- | ------------------------- | ---- | ----- |
| Calvaire                 | Saint-Adelphe | Saint-Adelphe | Rang Saint-Joseph   | 46° 45′ 11″ nord, 72° 23′ 47″ ouest | 159664 | 1910    | Immeuble patrimonial cité | 2009 |       |
| Caserne Patrick-Douville | Saint-Adelphe | Saint-Adelphe | 391, rue Principale | 46° 44′ 07″ nord, 72° 26′ 01″ ouest | 93495  | 1930    | Immeuble patrimonial cité | 2004 |       |

## Shawinigan
| Bien patrimonial                                        | Illustration | Adresse                        | Coordonnées                         | No     | Constr.              | Catégorie                                                | Rec.      | Notes |
| ------------------------------------------------------- | ------------ | ------------------------------ | ----------------------------------- | ------ | -------------------- | -------------------------------------------------------- | --------- | ----- |
| Ancienne aluminerie de Shawinigan                       | (Canada).    | 1, rue des Érables             | 46° 32′ 23″ nord, 72° 45′ 52″ ouest | 98843  | 1901                 | Immeuble patrimonial classé                              | 2013      |       |
| Domaine Beauséjour                                      | (Canada).    | 2600, chemin du Lac-à-la-Pêche | 46° 38′ 33″ nord, 72° 50′ 10″ ouest | 159701 | 1885 et 1950 (entre) | Site patrimonial cité                                    | 2009      |       |
| Gare du Canadien Pacifique                              | (Canada).    | 1245, avenue de la Station     | 46° 32′ 47″ nord, 72° 44′ 59″ ouest | 105383 | 1927                 | Immeuble patrimonial cité                                | 2017      |       |
| Poste d'incendie et de police Numéro-Deux-de-Shawinigan | (Canada).    | 1993–2023, avenue Champlain    | 46° 33′ 15″ nord, 72° 44′ 37″ ouest | 93292  | 1922                 | Immeuble patrimonial classé Immeuble patrimonial reconnu | 2012 2003 |       |

## Trois-Rivières
| Bien patrimonial                                                               | Illustration | Adresse                                                                                                | Coordonnées                         | No     | Constr.              | Catégorie                                               | Rec.      | Notes       |
| ------------------------------------------------------------------------------ | ------------ | --- | ----------------------------------- | ------ | -------------------- | ------------------------------------------------------- | --------- | ----------- |
| Ancienne prison de Trois-Rivières                                              | (Canada).    | 842, rue Saint-Pierre                                                                                  | 46° 20′ 42″ nord, 72° 32′ 22″ ouest | 92686  | 1822                 | Immeuble patrimonial classé                             | 1978      |             |
| Calvaire de Trois-Rivières-Ouest                                               | (Canada).    | Rue Notre-Dame Ouest                                                                                   | 46° 18′ 20″ nord, 72° 35′ 27″ ouest | 92955  | 1820                 | Immeuble patrimonial classé                             | 1983      |             |
| Chapelle funéraire Montour-Malhiot                                             | (Canada).    | 11900, rue Notre-Dame Ouest                                                                            | 46° 17′ 18″ nord, 72° 41′ 18″ ouest | 113721 | 1870                 | Immeuble patrimonial cité                               | 2007      |             |
| Cimetière Saint-James                                                          | (Canada).    | Rue Saint-François-Xavier                                                                              | 46° 20′ 46″ nord, 72° 32′ 26″ ouest | 92893  | 1808                 | Immeuble patrimonial classé                             | 1962      |             |
| Cœur historique du secteur de Cap-de-la-Madeleine                              | (Canada).    | boulevard Sainte-Madeleine rue de la Madone rue du Moulin-des-Jésuites rue Loranger rue Notre-Dame Est | 46° 22′ 02″ nord, 72° 29′ 59″ ouest | 207439 |                      | Site patrimonial cité                                   | 2017      |             |
| Édifice Ameau                                                                  | (Canada).    | 1266, rue Notre-Dame Centre 118, rue Radisson                                                          | 46° 20′ 34″ nord, 72° 32′ 25″ ouest | 96443  | 1929                 | Immeuble patrimonial cité                               | 2012      | [ 4 ]       |
| Édifice Lampron                                                                | (Canada).    | 1610, rue Bellefeuille 865, rue Sainte-Marguerite                                                      | 46° 20′ 32″ nord, 72° 33′ 00″ ouest | 93482  | 1916                 | Immeuble patrimonial cité                               | 2004      |             |
| Maison Blanche                                                                 | (Canada).    | 700-734, rue des Ursulines                                                                             | 46° 20′ 39″ nord, 72° 32′ 10″ ouest | 106371 | 1699                 | Immeuble patrimonial classé                             | 2017      | [ 5 ] [ 6 ] |
| Maison Dufresne                                                                | (Canada).    | 2860, chemin du Lac-Saint-Pierre                                                                       | 46° 17′ 11″ nord, 72° 41′ 15″ ouest | 93408  | 1850 (vers)          | Immeuble patrimonial cité                               | 2001      |             |
| Maison Georges-De Gannes                                                       | (Canada).    | 834, rue des Ursulines                                                                                 | 46° 20′ 37″ nord, 72° 32′ 14″ ouest | 92504  | 1756 (vers)          | Immeuble patrimonial classé                             | 1962      | [ 5 ]       |
| Maison Hertel-De La Fresnière                                                  | (Canada).    | 802, rue des Ursulines                                                                                 | 46° 20′ 38″ nord, 72° 32′ 13″ ouest | 92894  | 1829                 | Immeuble patrimonial classé                             | 2005 1961 | [ 5 ]       |
| Maison Philippe-Verrette                                                       | (Canada).    | 732–734, rue Saint-François-Xavier                                                                     | 46° 20′ 55″ nord, 72° 32′ 34″ ouest | 92681  | 1910                 | Immeuble patrimonial classé                             | 1991      |             |
| Maison Rocheleau                                                               | (Canada).    | 555, rue Notre-Dame Est                                                                                | 46° 22′ 05″ nord, 72° 29′ 59″ ouest | 93304  | 1742                 | Immeuble patrimonial cité                               | 2000      | [ 7 ]       |
| Manoir Boucher-De Niverville                                                   | (Canada).    | 168, rue Bonaventure                                                                                   | 46° 20′ 37″ nord, 72° 32′ 26″ ouest | 92895  | 1668 (vers)          | Immeuble patrimonial classé Aire de protection délimité | 1960 1977 |             |
| Manoir de Tonnancour                                                           | (Canada).    | 864, rue des Ursulines                                                                                 | 46° 20′ 35″ nord, 72° 32′ 19″ ouest | 92896  | 1795 et 1797 (entre) | Immeuble patrimonial classé                             | 1966      | [ 5 ]       |
| Mausolée des Évêques-de-Trois-Rivières                                         | (Canada).    | 3400, boulevard des Forges                                                                             | 46° 21′ 09″ nord, 72° 34′ 30″ ouest | 105835 | 1966                 | Immeuble patrimonial classé Immeuble patrimonial cité   | 2009 2007 |             |
| Moulin à vent de Trois-Rivières                                                | (Canada).    | 3351, boulevard des Forges                                                                             | 46° 20′ 58″ nord, 72° 34′ 30″ ouest | 92897  | 1781                 | Immeuble patrimonial classé                             | 1961      |             |
| Moulin seigneurial de Tonnancour                                               | (Canada).    | 11930, rue Notre-Dame Ouest                                                                            | 46° 17′ 17″ nord, 72° 41′ 23″ ouest | 92515  | 1765 à 1788 (entre)  | Immeuble patrimonial classé                             | 1975      | [ 8 ]       |
| Place d'Armes                                                                  | (Canada).    | Rue des Ursulines                                                                                      | 46° 20′ 35″ nord, 72° 32′ 17″ ouest | 92898  |                      | Immeuble patrimonial classé                             | 1960      | [ 5 ]       |
| Site du patrimoine de l'usine de filtration de la Canadian International Paper | (Canada).    | 200, avenue des Draveurs                                                                               | 46° 20′ 56″ nord, 72° 31′ 57″ ouest | 112529 |                      | Site patrimonial cité                                   | 2007      |             |
| Site patrimonial de Trois-Rivières                                             | (Canada).    | | 46° 20′ 35″ nord, 72° 32′ 17″ ouest | 93531  |                      | Site patrimonial déclaré                                | 1964      |             |
| Site patrimonial des Récollets-de-Trois-Rivières                               | (Canada).    | 787–811, rue des Ursulines                                                                             | 46° 20′ 38″ nord, 72° 32′ 13″ ouest | 93285  |                      | Site patrimonial classé Site patrimonial reconnu        | 2012 2003 | [ 5 ]       |
| Site patrimonial des Ursulines-de-Trois-Rivières                               | (Canada).    | 694-784, rue des Ursulines 725, rue Hart 165, rue Sainte-Cécile                                        | 46° 20′ 39″ nord, 72° 32′ 10″ ouest | 156548 |                      | Site patrimonial classé                                 | 2017      | [ 9 ]       |
| Site patrimonial du Moulin-Seigneurial-de-Tonnancour                           | (Canada).    | | 46° 17′ 17″ nord, 72° 41′ 23″ ouest | 95649  |                      | Site patrimonial classé                                 | 2006 1991 |             |